# 琴塔圣尼科洛
琴塔圣尼科洛（義大利語：Centa San Nicolò），曾是意大利特伦托自治省的一个市镇。总面积11平方公里，人口633人，人口密度57.5人/平方公里（2009年）。ISTAT代码为022056。
2016年1月1日博森蒂诺、琴塔圣尼科洛、瓦塔罗、维戈洛瓦塔罗等四个市镇合并为新的阿尔托皮亚诺-德拉维戈拉纳市镇，琴塔圣尼科洛从而成为新市镇的一个分区。